# Flygvapnets taktiska stab
Flygvapnets taktiska stab (FTS) var en högre taktisk ledningsstab inom Försvarsmakten som verkade i olika former åren 1994–2018. Förbandsledningen var förlagd i Stockholms garnison i Stockholm.

## Historik
Den 30 juni 1994 upplöstes och upphörde Flygstaben som stab och myndighet. I dess ställe bildades den 1 juli 1994 Flygvapenledningen ingåendes i det nybildade Högkvarteret samt Flygvapnets taktiska centrum i Linköping. Flygvapenledningen var en produktionsenhet vilken stod direkt under myndighetschefen, det vill säga överbefälhavaren. Medan Flygvapnets taktiska centrum stod direkt under militärbefälhavaren för Mellersta militärområdet (Milo M).
Inför regeringens totalförsvarsproposition för 1998 lämnade överbefälhavaren som förslag till att inrätta ett flygtaktiskt kommando med däri ingående ett flygtaktiskt centrum (FTAC). Regeringen utelämnade dock det i sin proposition, men återkom med förslaget i proposition 1997/98:72, där regeringen föreslog för riksdagen att två nya organisationsenheter skulle inrättas. Marincentrum i Haninge och Flygvapencentrum i Uppsala.
Den 1 juli 1998 kom Flygvapnets taktiska centrum (FTC) att omlokaliseras till Uppsala, för att där bilda Flygvapencentrum (FlygvapenC). I samband med denna omorganisation inrättades befattningen Generalinspektörer för flygvapnet, som samtidigt blev chef för Flygvapencentrum. Flygvapnets högsta ledning kom därmed att lokaliseras till Uppsala.
Inför försvarsbeslutet 2000 föreslog regeringen i sin propositionen för riksdagen, att den taktiska nivån bör reduceras genom att fördelnings- och försvarsområdesstaber samt marinkommandon och flygkommandon skulle avvecklas. Detta för att utforma ett armétaktiskt, marintaktiskt respektive flygtaktiskt kommando vilka skulle samlokaliseras med operationsledningen. Förslaget som antogs av riksdagen innebar att samtliga fördelnings- och försvarsområdesstaber samt marinkommandon och flygkommandon upplöstes och avvecklades. Från den 1 juli 2000 gick Försvarsmakten in i den nya organisationen, och samtidigt bildades Operativa insatsledningen (OPIL). Operativa insatsledningen bildades bland annat av delar ur Högkvarterets operationsledning, och övertog den taktiska ledningen från de avvecklade fördelningsstaberna, marinkommandona och flygkommandona. Därmed minskades den operativa och taktiska verksamheten i Sverige från cirka 2.000 personer till cirka 300. Försvarsbeslutet medförde även att Flygvapencentrum avvecklades som ett självständig stab, och istället kom Flygvapencentrum från den 1 juli 2000 verka som Flygvapnets taktiska kommando (FTK). Flygvapnets taktiska kommando var ett av tre taktiska kommandon inom Operativa insatsledningen (OPIL). 
Den 1 januari 2003 ändrades befattningen "Generalinspektör för Flygvapnet" till "Flygvapeninspektörer". Den 1 april 2007 omorganiserades kommandot, och fick sitt nuvarande namn Flygvapnets taktiska stab (FTS). Flygvapnets taktiska stab kom då att organiseras under Insatsledningen. Under 2007 kom Flygvapnets högsta ledning åter lokaliseras till Stockholm. Sedan den 1 januari 2014 finns åter en befattning som Flygvapenchef (nu: FC), denna gång i Högkvarterets Produktionsledning.
I februari 2018 föreslog Försvarsmakten i sitt budgetunderlag för 2019 till regeringen en omorganisation av Försvarsmaktens ledning. Förslaget var bland annat utformat med en ny ledning och nya organisationsenheter på nya orter. Det för att ge bättre förutsättningar för en robust och uthållig ledning. De nya organisationsenheter som Försvarsmakten önskade bilda föreslogs benämnas Arméstaben, Flygstaben samt Marinstaben. Dessa skulle bildas genom en sammanslagning av produktionsledning och insatsledning, samt andra kompletterande delar från bland annat Högkvarteret och Försvarets materielverk. Staberna föreslogs bildas den 1 januari 2019 och ledas under en arméchef, en marinchef och en flygvapenchef.

## Verksamhet
Flygvapnets taktiska stab (FTS) var den del av Insatsledningen som taktiskt ledde förbanden inom Sveriges flygvapen i nationella insatser. Flygvapnets taktiska stab (FTS) hade även det markterritoriella ansvaret.

## Förband ingående i de svenska flygstridskrafterna
Krigs- och depåförband ingående i de svenska flygstridskrafterna.
| - Skaraborgs flygflottilj (F 7) - 7. flygflottiljen - 71. stridsflygdivisionen - 72. stridsflygdivisionen - 73. transport- och specialflygdivisionen - Depå Lidköping - Blekinge flygflottilj (F 17) - 17. flygflottiljen - 171. stridsflygdivisionen - 172. stridsflygdivisionen - Depå Ronneby | - Norrbottens flygflottilj (F 21) - 21. flygflottiljen - 211. stridsflygdivisionen - 212. stridsflygdivisionen - Depå Luleå - Helikopterflottiljen (Hkpflj) - 1. helikopterskvadronen - 2. helikopterskvadronen - 3. helikopterskvadronen - Depå Linköping - Luftstridsskolan (LSS) - 16. flygflottiljen - 161. stridslednings- och luftbevakningsbataljonen - Depå Uppsala |

## Förläggningar och övningsplatser
I samband med att staben bildades som Flygvapenledningen, kom staben att förläggas till staben till byggnaden "Bastionen" vid Lidingövägen 24 i Stockholm. En kort tid var staben förlagd till Linköpings garnison, för att sedan från den 1 juli 1998 förläggas till Uppsala garnison. Under 2007 kom staben att omlokaliseras till Bastionen" vid Lidingövägen 24 i Stockholm.

## Heraldik och traditioner
Flygvapnets taktiska stab är genom Flygvapencentrum och Flygtaktiska kommandot traditionsbärare för Flygstaben och Första flygeskaderns historia och traditioner.

## Förbandschefer

### Flygvapenledningen (1994–1998)

#### Chefer
- 1 juli 1994–30 30 september 1994: Generallöjtnant Lars-Erik Englund[15]
- 1 oktober 1994–30 juni 1998: Generallöjtnant Kent Harrskog

#### Ställföreträdande chefer
- 1995–1997: Överste av 1. graden Curt Westberg

### Flygvapnets taktiska centrum (1994–1998)

#### Chefer
- 1994–1997: Jan Jonsson
- 1997–2000: Anders Johansson
- 2000–2000: Lennart Brodin

### Flygvapencentrum (1998–2000)

#### Chefer
- 1 juli 1998–30 juni 2000: Generalmajor Jan Jonsson

#### Ställföreträdande chefer
- 1998–2000: Överste av 1. graden Owe Wagermark[a]

### Flygtaktiska kommandot (2000–2007)

#### Chefer
- 1 juli 2000–1 december 2002: Generalmajor Mats Nilsson
- 1 januari 2003–2006: Brigadgeneral Lennart Pettersson
- 2006–2007: Brigadgeneral Anders Silwer

#### Ställföreträdande chefer
- 2000–2002: Brigadgeneral Jan Andersson[b]
- 2003–2004: Överste Anders Silwer
- 2004–2007: Överste Christer Olofsson

### Flygtaktiska stabsledningen (2007–2018)

#### Chefer
- 2007–2008: Generalmajor Jan Andersson
- 2008–2011: Generalmajor Anders Silwer
- 2012–2013: Generalmajor Micael Bydén
- 2013–2013: Överste Anders Persson (ställföreträdande mellan 14 oktober 2013 och 31 december 2013)[18]
- 2013–2018: Brigadgeneral Gabor Nagy
- 2018–2018: Brigadgeneral Carl-Johan Edström

#### Ställföreträdande chefer
- 2007–2008: Generalmajor Anders Silwer
- 2008–2009: Brigadgeneral Johan Svensson

### Stabschefer
- 1994–2012: ???
- 2012–2014: Anders Persson
- 2014–2017: ???
- 2017–2018: Tommy Petersson[c]

## Namn, beteckning och förläggningsort
| Flygvapenledningen            | 1994-07-01 | – | 1998-06-30 |
| Flygvapnets taktiska centrum  | 1994-07-01 | – | 1998-06-30 |
| Flygvapencentrum              | 1998-07-01 | – | 2000-06-30 |
| Flygvapnets taktiska kommando | 2000-07-01 | – | 2007-03-31 |
| Flygvapnets taktiska stab     | 2007-04-01 | – | 2018-12-31 |

| FTC        | 1994-07-01 | – | 1998-06-30 |
| FlygvapenC | 1998-07-01 | – | 2000-06-30 |
| FTK        | 2000-07-01 | – | 2007-03-31 |
| FTS        | 2007-04-01 | – | 2018-12-31 |

| Stockholms garnison | 1994-07-01 | – | 1997-12-31 |
| Linköpings garnison | 1998-01-01 | – | 1998-06-30 |
| Uppsala garnison    | 1998-07-01 | – | 2007-??-?? |
| Stockholms garnison | 2007-??-?? | – | 2018-12-31 |